# NOD2
NOD2 (англ. nucleotide-binding oligomerization domain containing 2) — цитозольный белок, Nod-подобный рецептор подсемейства NOD, продукт гена NOD2 является внутриклеточным рецептором, связывающим бактериальный мурамилдипептид (МДП). Клонирован в 2001 году.

## Функции
Ген NOD2 является членом подсемейства NOD1/Apaf-1, или Nod-подобных рецепторов, содержащих CARD-домен. Экспрессируется преимущественно лейкоцитами периферической крови. Играет роль в иммунном ответе на бактериальные продукты, несущие мурамилдипептид и активирует провоспалительный фактор транскрипции NF-κB. Участвует также в реакции отторжения трансплантата.

## Структура
Зрелый белок состоит из 1040 аминокислот, молекулярная масса — 115,3 кДа.  Молекула включает два CARD-домена, NACHT-домен, 9 LRR (лейцин-обогащённых)-повторов и участок связывания АТФ. 
Связывается с RIPK2/RICK посредством взаимодействия между CARD-доменами белков. 

## Тканевая специфичность
Экспрессируется в моноцитах.

## В патологии
Мутации гена NOD2 приводят к болезни Крона и синдрому Блау. 